# 社会政策学会
社会政策学会（しゃかいせいさくがっかい, JASPA）は、労働問題、労使関係、社会保障、社会福祉、女性学、ジェンダー研究、生活問題など社会政策広範を研究対象とする日本の学会。会員数は1000名を超えている。
啓蒙活動・政策提言なども担っていた戦前学会と異なって純粋な学術団体であり、全国の地域部会のほか、労働史部会、ジェンダー部会などの専門部会を有している。全国大会は、春季および秋季の年2回開催。同学会の機関誌「社会政策学会誌『社会政策』」には活発な寄稿があり、日本の社会政策学のオピニオンリーダー誌の役割も担う。

## 歴史
1897年（明治30年）桑田熊蔵らにより創設された、同名の日本最初の社会科学研究団体「社会政策学会」（以降、戦前学会）に源流をもつ。戦前学会には小泉信三、森戸辰男、河上肇らも名を連ねたが、1924年（大正13年）の第18回大会を最後に活動を停止した。
現・社会政策学会は戦前学会の名称と財産を継承して1950年（昭和25年）に大河内一男（東京大学教授）・岸本英太郎（京都大学助教授）らを中心に再建された。設立発起人は大河内、岸本とともに創立世話人となった服部英太郎（東北大学教授）、井藤半彌（一橋大学教授）、隅谷三喜男（東京大学助教授）、平田冨太郎（早稲田大学教授）、藤林敬三（慶應義塾大学教授）、大友福夫（専修大学教授）、近藤文二（大阪市立大学教授）、森耕二郎（九州大学教授）に加え、有泉亨（東京大学教授）、鮎澤巌（官僚）、吾妻光俊（一橋大学教授）、後藤清（和歌山大学教授）、早瀬利雄（横浜市立大学教授）、北岡寿逸（國學院大學教授）、古林喜楽（神戸経済大学教授）、村山重忠（中央労働学園大学教授）、美濃口時次郎（名古屋大学教授兼一橋大学併任）、奥井復太郎（慶應義塾大学教授）、末高信（早稲田大学教授）、住谷悦治（同志社大学教授）、鈴木鴻一郎（東京大学教授）、竹中勝男（同志社大学教授）、八木助市（神戸経済大学教授）、山村喬（法政大学教授）、山中篤太郎（一橋大学教授）が務めた。